# یان هنریک دومبروفسکی

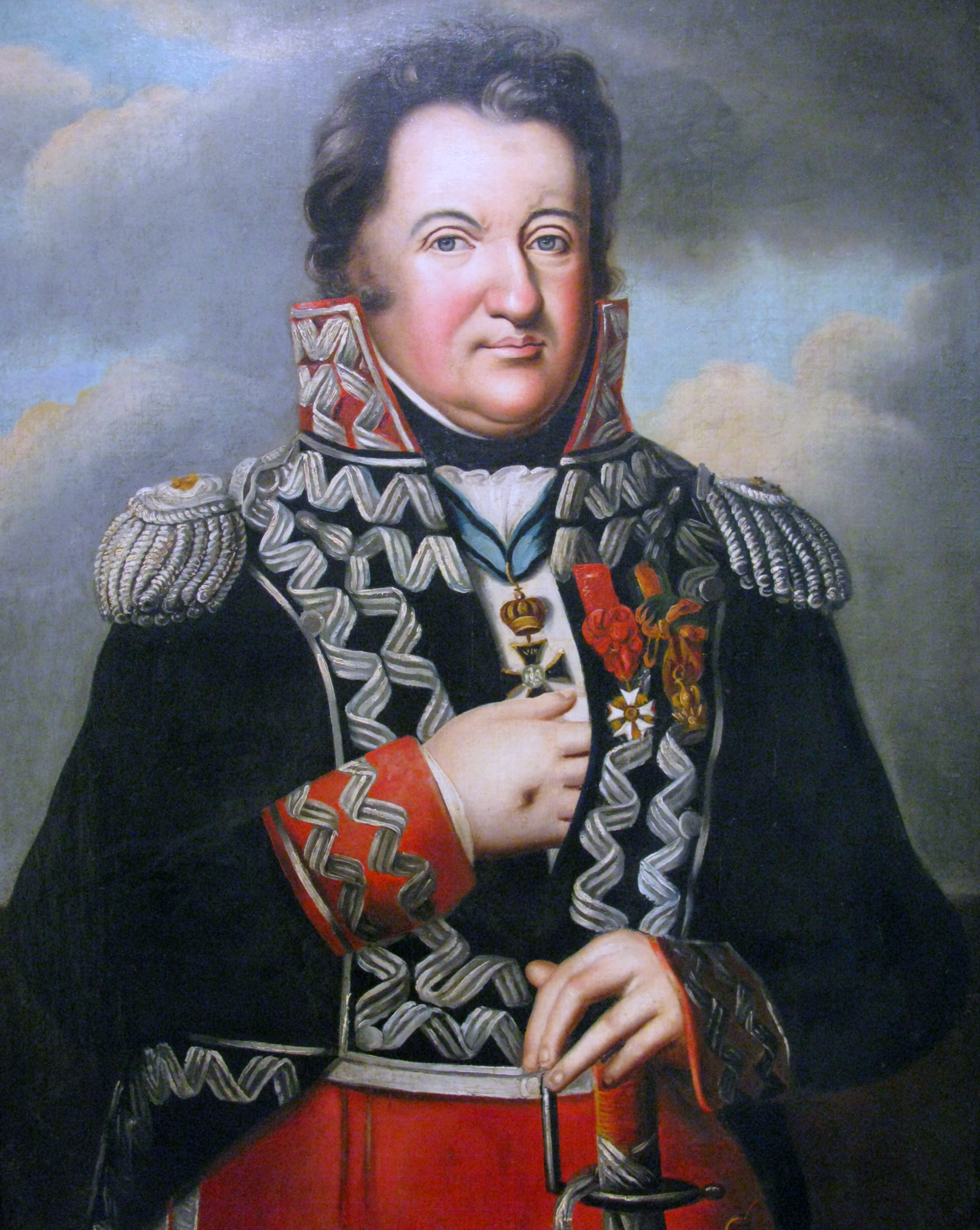

یان هنریک دومبروفسکی (لهستانی: Jan Henryk Dąbrowski؛ ‏تلفظ لهستانی: [ˈjan ˈxɛnrɨɡ dɔmˈbrɔfskʲi]؛ ‏۲ اوت ۱۷۵۵–۶ ژوئن ۱۸۱۸) ژنرال لهستانی و قهرمان ملی بوده‌است.
وی پس از بیست سال خدمت در ارتش طی سال ۱۷۷۲ الی ۱۷۹۲ برای مبارزه علیه روس‌ها در سال ۱۷۹۲ به لهستانی‌ها ملحق شد.
او با شرکت در قیام‌های مختلف و دفاع از ورشو در برابر روس‌ها شایستگی‌های خود را به نمایش گذاشت.
پس از سومین تجزیه لهستان در سال ۱۷۹۵ مبه پاریس رفت و اجازه تأسیس لژیون لهستانی در ایتالیا را دریافت کرد.
او فرماندهی این نیروها را در جنگ‌های ایتالیا بر عهده گرفت و در تاریخ ۳ مه ۱۷۹۸م وارد رم شد.
دومبروفسکی در سال ۱۸۰۶م برای برپایی قیام در لهستان از سوی ناپلئون به این کشور اعزام شد و توانست شش یگان لهستانی را برای دفاع از ورشو که دوک‌نشین دست نشانده ناپلئون بود، سازماندهی کرد.
او در نبرد دانزیگ و فریدلاند در سال ۱۸۰۷م شایستگی‌های فراوانی از خود نشان داد.
در سال ۱۸۱۲م فرماندهی یکی از لشکرهای لهستان را در جریان حمله به روسیه بر عهده داشت و در جریان نبرد زخمی شد.
در سال ۱۸۱۳م در نبرد لایپزیگ شرکت کرد و در سال ۱۸۱۴م به لهستان بازگشت.
دومبروفسکی در سال ۱۸۱۵م ژنرال سواره نظام و سناتور پادشاهی تازه تأسیس لهستان شد. وی در تاریخ ۶ ژوئیه ۱۸۱۸م درگذشت.